# Rundeel
Rundeel är en svensk adlig, utdöd släkt med rötter i Finland.
Ätten Rundeel erhöll adelskap den 30 september 1650 och introducerades på Riddarhuset 1655 som nr 632. 
Släkten dog ut på svärdssidan redan i början av 1700-talet.
Dess vapensköld visar ett kupolförsett torn med port och ett band av fönsteröppningar, omgett av tre kulor, två på vardera sidan av kupolen och en tredje under tornet.
Ättens stamfar var Petrus Bartholomæi, fältpredikant, därefter kaplan och senare kyrkoherde i Letala, Finland 1629–1639.  Han blev slottspredikant i Åbo 1640.
Dennes son Anders Persson Costenius, adlad 1650 med namnet Rundeel (1619–1679), inledde en militär bana 1639, blev regementskvartermästare vid Björneborgs regemente 1647 och kapten vid samma regemente 1648. Efter adlandet blev han major 1656 och kommendant på Nyslott 1671 med överstelöjtnants rang. Han fick i samband med adelskapet i förläning Sorola by i Kangasala socken utanför nuvarande Tammerfors, vilket dock i någon mån reducerades 1683. Han var gift med Magdalena Jakobsdotter Härkä, som var dotter till slottsfogden i Åbo Jakob Sigfridsson Härkä och Elin Andersson samt styvdotter till Dorotea von Schönewandt. Han ligger begravd i Kangasala kyrka.

## Medlemmar av ätten
- Barn till Anders Rundeel:
  - Jakob Rundeel, död 27 augusti 1677. Underofficer vid Björneborgs regemente 1655 och därefter fänrik vid Åbo läns infanteriregemente 19 oktober 1660. Löjtnant vid samma regemente 15 mars 1670. Kapten vid Björneborgs regemente 1677. Avled efter att ha skadats under slaget vid Landskrona.
  - Johan Rundeel, död 1675. Först page hos riksdrotsen Per Brahe den yngres hustru Kristina Katarina Stenbock, sedan hos riksstallmästaren Anders Torstensson. Musketerare vid livgardet, drabant och utnämndes 1674  till löjtnant vid M. Schultz' regemente. Samma år blev han löjtnant vid Burghausens finska dragonregemente. Stupad före 11 augusti 1675, då begravningshjälp beviljades.
  - Anders Rundeel, död 6 februari 1690. Kvartermästare vid Nylands och Tavastehus läns kavalleriregemente, och därefter korpral vid finska adelsfanan 1668. Utnämnd till löjtnant vid Tavastehus läns infanteriregemente 1675, och året därpå kommenderad att övervaka arbetet vid Vargskärs skans[förtydliga]. Han gjorde en resa till kontinenten där han studerade fortifikation och tjänstgjorde vid den franska kungens gardesregemente. Löjtnant och senare kapten vid överste Sass' regemente 1683. Han dog ogift och ligger begravd i Lembois kyrka.
  - Carl Gustaf Rundeel, död före 1728. Han var fältväbel vid Viborgs läns kavalleriregemente 1694, och utnämndes till löjtnant vid Nylands och Tavastehus läns kavalleriregemente 3 november 1700. Gift den 28 mars 1700 i Kuhmalaks socken med Margareta Magdalena von Qvanten (1681-1762), dotter till ryttmästaren Gustaf Adam von Qvanten och hans hustru Ester Maria Uggla av ätten Uggla.
  - Christina Gertrud Rundeel, gift med majoren Bernt Gustaf Schulman i släkten Schulman.
  - Eva Rundeel, begravd i februari 1693 i Janakkala kyrka och gift med ryttmästaren Gustaf Adolf Brunow (död 1706) i hans första äktenskap.
  - Margareta Rundeel,  gift 1682, men okänt med vem.
  - dotter, gift före 1678 med kronolänsmannen Claes Hansson Svarthafra, även känd som "Snuska Klaus".[1]
  - Helena Rundeel, levde ännu 1693. Gift med prosten och kyrkoherden i Rantasalmi, riksdagsmannen Anders Kyander (död 1692) i hans andra äktenskap.

- Barn till Carl Gustaf Andersson Rundeel:
  - Catharina, troligen född 1704, död 29 mars 1772 i Kuhmalax socken. Hon var gift före 1741 med föraren och hemmansägaren Erik Leander i Tursola by, Kangasala socken.
  - Helena, född 1706, död 9 juli 1762 på Sorola. Hon blev gift 1722 med rusthållaren Peter Bergman i Kangasala socken.
  - Christina, troligen född 1709, död 10 juli 1791 i Kuhmalax socken. Gift 1728 på Sorola med löjtnanten Sven Lenning.